# Пауль Герман Мюллер
Па́уль Ге́рман Мю́ллер (нім. Paul Hermann Muller; *12 січня 1899, Ольтен, Швейцарія — 12 жовтня, 1965, Базель, Швейцарія) — швейцарський хімік, лауреат Нобелівської премії з фізіології і медицині в 1948 р. «за відкриття високої ефективності ДДТ як контактної отрути».